# Служавке (филм)
Служавке (енгл. The Help) је америчка драма са елементима комедије, снимљена 2011. по истоименом роману. Радња филма је смештена у Џексон, Мисисипи, а одвија се током шездесетих година двадесетог века. Млада и богата Јуџинија „Скитер“ Филан одлучује да напише књигу у којој ће из перспективе служавки црнкиња приказати дискриминацију и израбљивање обојених особа у богаташким кућама америчког Југа. У томе јој помажу Ејбилин Кларк и Мини Џексон, служавке које су током неколико деценија службе преживљавале непријатности и понижења најгоре врсте.
Филм је био велики биоскопски хит 2011, а добио је номинације за највеће филмске награде. За Џесику Частејн Служавке је био велика одскочна даска, а за улогу луцкасте Силије Фут добила је неколико награда за глумачко откриће године. 
Драма је била у конкуренцији за Оскар за најбољи филм године.

## Улоге
| Глумац             | Улога                   |
| ------------------ | ----------------------- |
| Ема Стоун          | Јуџинија „Скитер“ Филан |
| Вајола Дејвис      | Ејбилин Кларк           |
| Октавија Спенсер   | Мини Кларк              |
| Џесика Частејн     | Силија Фут              |
| Сиси Спејсек       | Госпођа Вотерс          |
| Брајс Далас Хауард | Хили Холбрук            |
| Ана О'Рајли        | Елизабет Лифолт         |
| Алисон Џени        | Шарлот Филан            |
| Сисели Тајсон      | Константин              |
| Мери Стинберџен    | Елејн                   |

## Награде
- Оскар за најбољу споредну глумицу – Октавија Спенсер

- Награда Удружења филмских глумаца за најбољу глумицу у главној улози - Вајола Дејвис
- Награда Удружења филмских глумаца за најбољу глумицу у споредној улози - Октавија Спенсер

- Награда Удружења телевизијских филмских критичара за најбољу глумицу у главној улози - Вајола Дејвис
- Награда Удружења телевизијских филмских критичара за најбољу глумицу у споредној улози - Октавија Спенсер

- Златни глобус за најбољу споредну глумицу - Октавија Спенсер